# Aspidoglossum flanaganii
Aspidoglossum flanaganii är en oleanderväxtart som först beskrevs av Rudolf Schlechter, och fick sitt nu gällande namn av F.K. Kupicha. Aspidoglossum flanaganii ingår i släktet Aspidoglossum och familjen oleanderväxter. Inga underarter finns listade i Catalogue of Life.